# Marie Huch

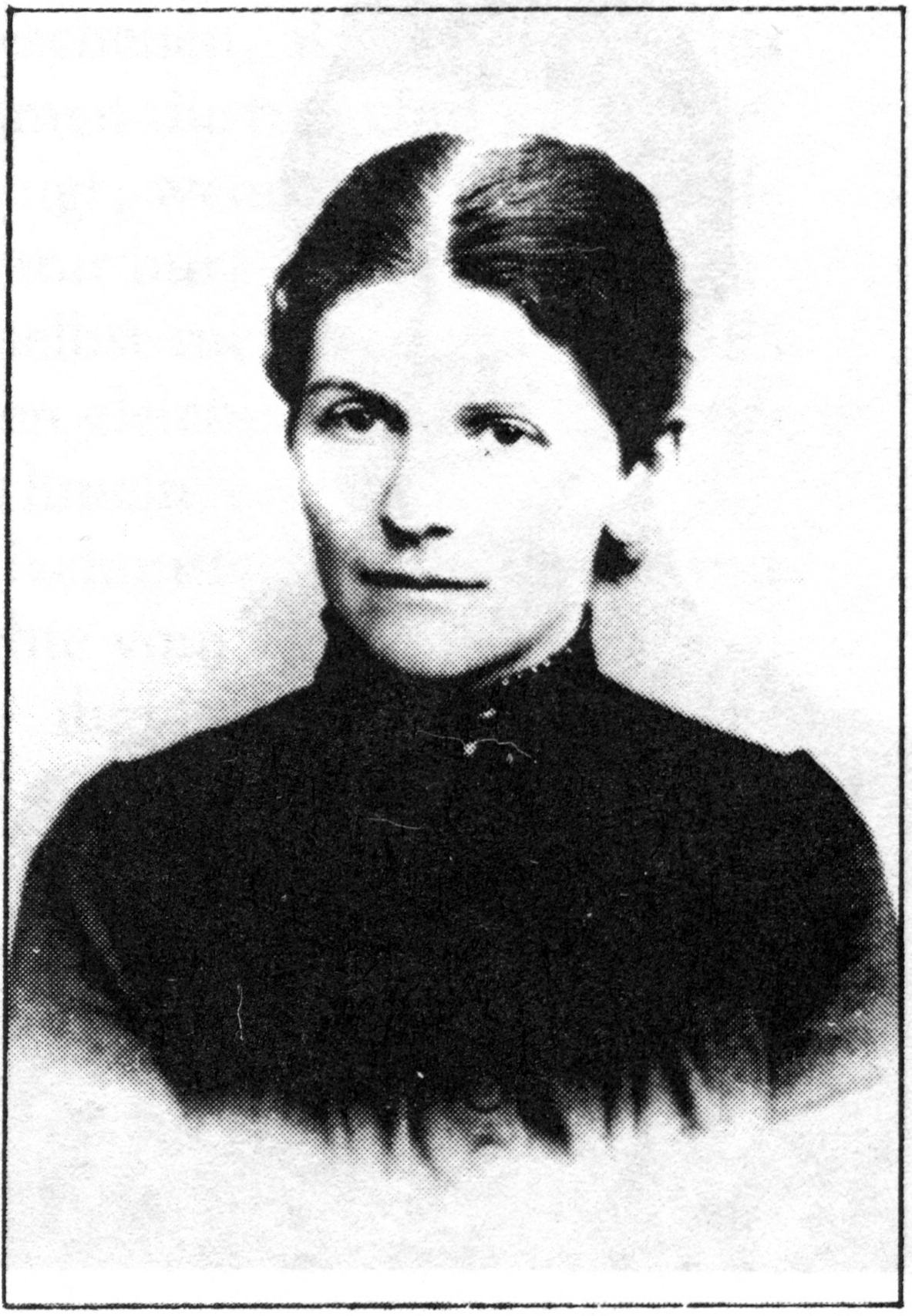
Marie Huch, kurz nach dem Suizid ihres Ehemannes William Huch 1888.

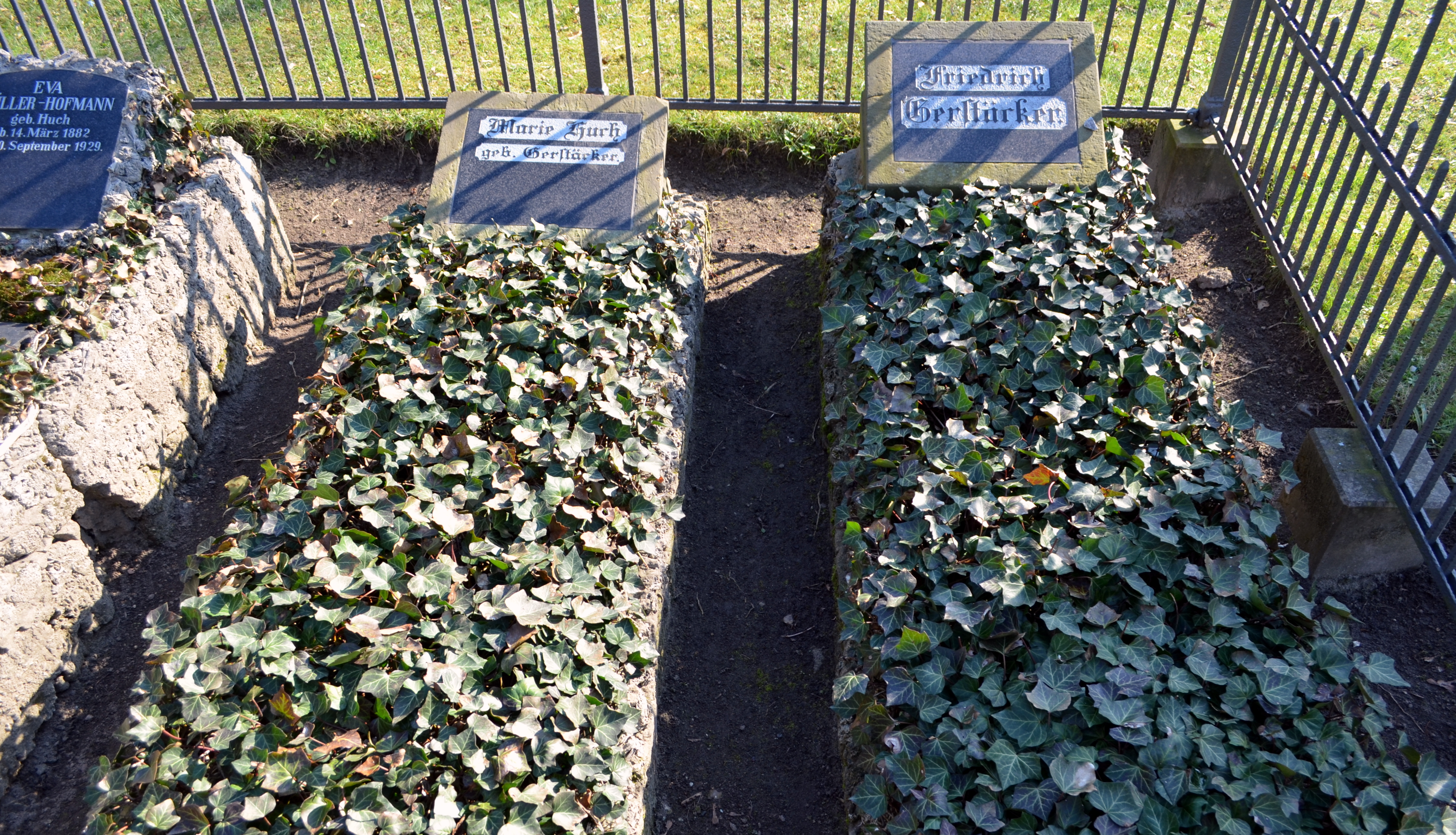
Gräber von Friedrich Gerstäcker (rechts) und dessen Tochter Marie Huch, geb. Gerstäcker (Mitte). Ganz links Eva Huch, Tochter Marie Huchs auf dem Magnifriedhof.

Sophie Carla Pauline Marie „Mady“ Huch, geb. Marie Gerstäcker (* 19. Mai 1853 in Plagwitz bei Leipzig; † 16. August 1934 in Bautzen) war eine deutsche Schriftstellerin.

## Leben
Marie Huch war die älteste Tochter des Schriftstellers Friedrich Gerstäcker und dessen erster Ehefrau, der Hofschauspielerin Anna Aurora, geb. Sauer (1822–1861).
Am 6. Dezember 1870 heiratete die 17-Jährige in der Magnikirche in Braunschweig den 36 Jahre älteren Witwer William Huch (1817–1888), mit dem sie sechs Kinder hatte, darunter die Schriftsteller Friedrich Huch (1873–1913) und Felix Huch (1880–1952). Die Familie lebte zunächst im Haus Hagenmarkt 13, das, nach Zerstörung im Zweiten Weltkrieg, heute nicht mehr vorhanden ist.
Durch ihre Hochzeit war sie verwandt mit der Braunschweiger Kaufmannsfamilie Huch, aus der mehrere Schriftsteller hervorgingen, so Ricarda Huch und deren Bruder Rudolf Huch, beide Nichte bzw. Neffe ihres Ehemannes.
Nach dem Suizid ihres Mannes zog sie mit den Kindern nach Dresden, wobei sie und ihre Familie finanziell von Richard Huch (1850–1914), Stiefsohn aus der ersten Ehe William Huchs, unterstützt wurden. Zuletzt lebte sie bei ihrem Sohn Felix in Bautzen, wo sie 81-jährig verstarb. Sie wurde auf dem Braunschweiger Magnifriedhof neben dem Grab ihres 1872 verstorbenen Vaters bestattet. In derselben Grabstelle sind auch ihre Kinder Friedrich Huch (1873–1913), Eva, verh. Müller-Hofmann (1882–1929) und Elisabeth Huch (1883–1956) beigesetzt.
Ihre Lebenserinnerungen wurden zusammen mit denen ihres Sohnes Friedrich postum 1978 bei A. Graff veröffentlicht.

## Werk
- Im Treibsand der Geschichte. Die Lebenserinnerungen an die Braunschweiger Zeit von Marie Huch, geb. Gerstäcker und Friedrich Huch. Herausgegeben von Karlwalther Rohmann. A. Graff, Braunschweig 1978, ISBN 3-87273-029-0.